# Kris Nissen
Nils-Kristian "Kris" Nissen, född 20 juli 1960 i Arnum i Sønderjylland, är en dansk racerförare.
Efter racingkarriären arbetade Nissen som motorsportchef för Volkswagen Group.